# Simon Ammann
Simon Ammann (Grabs, Švicarska, 25. lipnja 1981.) je švicarski skakač na skijama, osvajač četiri zlatne medalje na Zimskim olimpijskim igrama.
Vrhunac dosadašnje karijere imao je na Zimskim olimpijskim igrama u Salt Lake Cityju 2002. godine kada je pobijedio na obje skakaonice, iako prije igara nije spadao u najuži krug favorita.
Ammann se i danas natječe u Svjetskom kupu, iako blistave pobjede iz Salt Lake Cityja do sada nije ponovio. Dvjema olimpijskim medaljama iz Salt Lake City 2002. dodao je i dva zlata iz Vancouvera 2010. s male i velike skakaonice. 